# Поповка (Сидоровское муниципальное образование)
Поповка — деревня в Грязовецком районе Вологодской области.
Входит в состав Сидоровского муниципального образования (с 1 января 2006 года по 9 апреля 2009 года входила в Лежское муниципальное образование), с точки зрения административно-территориального деления — в Лежский сельсовет.
Расстояние до районного центра Грязовца по автодороге — 47 км, до центра муниципального образования Сидорово по прямой — 13 км. Ближайшие населённые пункты — Стан, Лапино, Подбережский, Родионово, Никольское.
По переписи 2002 года население — 7 человек.